# Elisabeth Schellenberg
Elisabeth Schellenberg (auch Anna Elisabeth Schellenberg; * Januar 1746 in Marburg (Lahn); † 5. August 1814 ebenda) war eine der frühen Beiträgerinnen zur Märchensammlung der Brüder Grimm. Ihre Identität als „marburger Märchenfrau“, wie sie in den Briefen der Brüder genannt wurde, konnte erst 2016 aufgedeckt werden. Die von ihr im Marburger Siechenhaus St. Jost an Kinder erzählten Geschichten fanden Eingang in die Kinder- und Hausmärchen, insbesondere in die Märchen KHM 21 Aschenputtel und KHM 57 Der goldene Vogel.

## Die „Marburger Märchenfrau“

### Leben
Elisabeth Schellenberg wurde zu Beginn des Jahres 1746 in Marburg geboren und am 6. Januar in der lutherischen Gemeinde auf den Namen Anna Elisabetha getauft. Ihre Mutter, Cunigunde Ulner, heiratete später Peter Schellenberg, dessen Name Elisabeth als uneheliche Tochter annahm. Die Familie gehörte dem einfachen Handwerkerstand an und stammte aus den Gegenden um Hersfeld und Marburg.
In Marburger Aufzeichnungen erscheint sie auch unter den Namen Anna Christina Schellenberg, Anna Christine Schellenbergerin oder Anna Elisabethe Schellenbergerin.
Elisabeth blieb ledig und lebte bis zum Tod ihrer Mutter und ihres Stiefvaters 1786 mit denselben zusammenwohnend am Pilgrimstein 267 (heute Mühltreppe 1). Ihre Aufnahme in das Siechenhaus St. Jost erfolgte wohl aus Bedürftigkeit.
Die Brüder Grimm wurden durch Clemens Brentano auf Elisabeth aufmerksam, der zuvor Märchen von ihr für seine Volksmärchensammlung erzählt bekommen hatte. Sie war die Cousine von Kunigunde Creuzer, einer Bekannten der Brüder Grimm, die diesen den Kontakt jedoch zunächst verwehrt hatte. Laut Ehrhardt wollte Creuzer möglicherweise die Illegitimität Elisabeths Geburt verbergen und vermeiden, dass ihr Märchenerzählen Aufmerksamkeit erregte.
Schellenberg starb am 5. August 1814 im unteren Siechenhaus in Marburg und wurde am 7. August auf dem St.-Jost-Friedhof beigesetzt.

### Der Weg zu den Märchen
Während die Materialien aus bürgerlichen, gebildeten Quellen reichlich waren, gestaltete sich die Recherche an Orten, wo das eigentliche „Volksgut“ hätte zu finden sein sollen, schwierig. Erst nach mehreren Anläufen und über Mittelspersonen gelangten die Brüder Grimm an die Erzählungen Elisabeth Schellenbergs. Der Weg zu den Märchen lässt sich anhand des Briefwechsels der Brüder nachvollziehen.

„Brentano ist vor einigen Tagen hier angekommen, und wohnt bei mir. Der hat mir erzählt daß eine alte Frau in Marburg sey die sehr viele Märchen auswendig wiße […] welche wo ich nicht irre aus dem Hospital ist“

Beim Treffen mit Brentano war Elisabeth 63 Jahre alt und galt nach damaligen Vorstellungen als alte Frau. Er hatte ihre Erzählungen von 6–8 Stücken bloß in Stichpunkten notiert, die er am Ende nicht mehr zusammentragen konnte. Wilhelm beauftragte daraufhin zunächst seine Schwester Lotte dazu, die Frau im Hospital aufzusuchen und sich ihre Märchen erzählen zu lassen. Der Versuch blieb jedoch erfolglos als die besagte Frau „den ersten Tag gesagt [hat], sie müßte sich erst besinnen u. den zweiten sie wüßte nichts mehr.“ Fortan versuchten sie über verschiedene Mittelspersonen, darunter Gretchen Wild und Friedrich Creuzer, an das Erzählgut zu gelangen. Die Unternehmungen, einschließlich die von Wilhelm selbst, blieben allesamt vergeblich. Elisabeth hatte sich geweigert, da es ihr „einen bösen und lächerlichen Namen [mache], wenn sie herumginge und Märchen erzähle“.
Laut Rölleke mussten die Brüder bei Brentano auf bedeutsame Geschichten gestoßen sein, was die großen Bemühungen erklären. Jacob hatte zudem 1809 an Wilhelm geschrieben: „die Quelle ist es gewiß werth.“
Schließlich verhalfen verwandtschaftliche Beziehungen zu den ersehnten Märchen. Ihr Bekannter Carl Reinhard Müller war mit der Schwester des Hospitalvorstehers verheiratet. Seine Schwägerin konnte Elisabeth dazu bringen, die Märchen ihren Kindern zu erzählen, wobei sie aufgeschrieben wurden. Damit erhielt Wilhelm zwei Märchen aus Marburg, die er der am 25. Oktober 1810 an Brentano verschickten Sammlung als Nr. 50 und 51 anhing.

„Durch so viele Schachte und Kreuzgäng wird das Gold erst ans Licht gebracht.“

### Identifizierung
Die Identität der „marburger Märchenfrau“ blieb lange Zeit im Verborgenen. Heinz Rölleke bemerkte 1974, dass die Aufhellung dieser „wohl immer in einem nicht einmal Vermutungen erlaubenden Dunkel“ bleiben wird. In den Briefen der Brüder Grimm wurde sie nie namentlich erwähnt. In ihnen ließ sich jedoch erkennen, dass sie 1809/1810 in einem Marburger Hospital lebte, dessen Frau die Schwester Carl Reinhards Müller war und dass sie mit Kunigunde Creuzer (geb. Ulner) verwandt war. Beide Personen waren Freunde oder zumindest Bekannte von den Grimms. Auf Basis dieser Informationen gelang es Holger Ehrhardt 2016 durch Archivrecherche in Insassenlisten der Hospitäler, Rechnungsbüchern und Marburger Sippenbüchern die Person der „Marburger Märchenfrau“ als Elisabeth Schellenberg zu identifizieren.

## Beiträge zu denKinder- und Hausmärchen
Wilhelm fügte der für Brentano gesammelten Urfassung von 1810 die zwei in Marburg erhaltenen Märchen als Nr. 50 und 51 an, die jedoch nicht in dessen Nachlass überliefert wurden. Der späteren KHM-Erstausgabe von 1812 waren sie ebenfalls nicht mehr beigefügt, weshalb die Identifikation der von Elisabeth Schellenberg erhaltenen Märchen zunächst verborgen blieb. Mit einem Auswahlverfahren identifizierte Heinz Rölleke sie 1974 jedoch als KHM 21 Aschenputtel und KHM 57 Der goldene Vogel. Bei diesen fand sich in den KHM nämlich lediglich die Angabe „aus Hessen“ beigefügt. Wilhelm kannte den Namen der Marburger Märchenfrau nicht, worauf bereits der Briefwechsel hindeutete. Im Handexemplar der KHM hatte er allerdings immer den Namen der Beiträger und teilweise deren Heimat angegeben. Außerdem machten die Grimms aus Elisabeths Märchen Kontaminationen, worauf wiederkehrende Motive der Erfurter Sammlung von Wilhelm Christoph Günther von 1787 hinweisen. Dies konnte ein weiterer Grund für die unspezifische Ortsangabe sein. Die Lokalisierung „aus Hessen“ deutete folglich laut Rölleke auf Marburg und damit Elisabeth Schellenberg hin.
Die beiden Märchen, die die Grimms von Schellenberg erhielten, blieben bis zur Ausgabe letzter Hand enthalten. Teilweise basierten sie auf bekannten literarischen Grundlagen, teilweise enthielten sie Motive, die bereits in frühen altdeutschen und französischen Erzählungen belegt waren. Von Elisabeth Schellenberg lassen sich keine Wurzeln nach Frankreich zurückverfolgen. Außerdem ist ihre Kenntnis der schriftlichen Quellen aufgrund ihrer Lebensumstände ausgeschlossen. Daraus erschließt sich, dass sie keine gelesenen Buchmärchen erzählte.

### KHM 21Aschenputtel
Die Version von Aschenputtel in der Erstausgabe unterscheidet sich enorm von derjenigen der Ausgabe letzter Hand, die sich zur Standardversion etablierte. Durch die Sagenkonkordanz, die die Brüder Grimm 1809 begannen und welche die Unterschiede zwischen der handschriftlichen Urfassungen und den späteren Druckfassungen dokumentierte, lassen sich Hinweise auf die mündlichen Elemente des Märchens erkennen. So variieren „Schuh“, „Bein“ und „abhauen“ später zu „Ferse“, „Pantoffel“ und „schneiden“. Die ersten Varianten scheinen auf der Urfassung und damit der Erzählung Schellenbergs zu basieren. Das Märchen enthält außerdem wiederkehrende Elemente eines französischen Feenmärchens.

### KHM 57Der goldene Vogel
Der goldene Vogel ist eine Kontamination des Märchens Der treue Fuchs aus der Erfurter Sammlung von Wilhelm Christoph Günther und der mündlichen Erzählung von Schellenberg. Erstere enthält Redewendungen, die sich vor allem in pädagogischer Literatur wiederfinden, weshalb KHM 57 weniger mythologische Ursprünge aufweist. Teilweise ging die Forschung davon aus, dass Elisabeth das Märchen Günthers lediglich nacherzählte. Aufgrund ihrer ärmlichen Herkunft gilt es mittlerweile als unwahrscheinlich, dass sie das Günthersche Märchen, das zudem erst kurz nach dem Tod ihrer Eltern veröffentlicht wurde, kannte. Günther selbst vermerkte 1822 außerdem, dass das Märchen im Paderbornischen und Hessischen öfters erzählt wurde. Die Sagenkonkordanz der Grimms weist darauf hin, dass Schellenberg die ursprüngliche Erzählung „Vom wunderbaren Vogel“ nannte.

## Bedeutung und Rezeption
Das Symbol der alten Märchenfrau aus der einfachen Bevölkerung, die Märchen erzählte, welche sie selbst gehört hatte, und die lange anonym blieb, entsprach dem romantischen Ideal der Volkstümlichkeit. Der mühsame Zugang zu den Erzählungen Schellenbergs zeigt jedoch, wie herausfordernd die Feldforschung in diesem Milieu war. Dorothea Viehmann, die an die 35 Märchen mitbrachte, wurde später als bedeutende Märchenerzählerin der Grimms gewürdigt, während Schellenbergs Beitrag lange im Schatten blieb. Dabei schafften es die Beiträge Viehmanns nicht, anders als bei anderen Varianten, die von Elisabeth Schellenberg zu verdrängen. Heute wird sie als eine der frühen Gewährspersonen für die Sammlung der Brüder Grimm anerkannt und gilt als authentische Vorgängerin Viehmanns. Ihr gesamtes Erzählrepertoire wird sich leider nie vollständig aufzeichnen lassen.